# Treinta de Abril
Treinta de Abril är en ort i Mexiko.   Den ligger i kommunen Tlacolulan och delstaten Veracruz, i den sydöstra delen av landet, 220 km öster om huvudstaden Mexico City. Treinta de Abril ligger 1 815 meter över havet och antalet invånare är 328.
Terrängen runt Treinta de Abril är bergig, och sluttar österut. Runt Treinta de Abril är det ganska tätbefolkat, med 172 invånare per kvadratkilometer. Närmaste större samhälle är Xalapa, 12,5 km sydost om Treinta de Abril. Omgivningarna runt Treinta de Abril är en mosaik av jordbruksmark och naturlig växtlighet.